# Opel Ascona

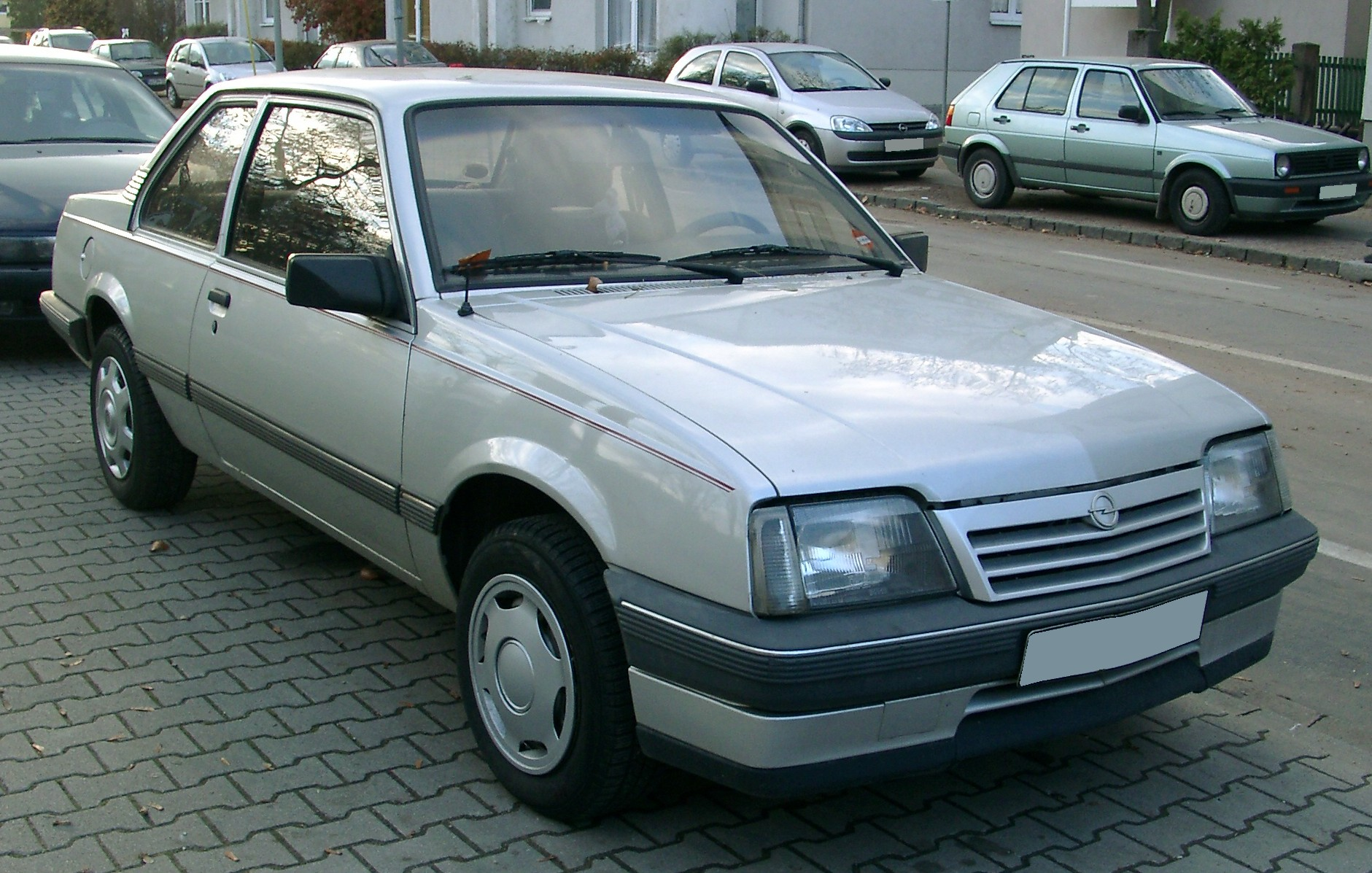
Opel Ascona

Az Opel Ascona egy középkategóriás autó, amelyet a német Opel gyártott az 1970-től 1988-ig. Összesen 3 generációja van, szerepelt több rali-bajnokságban is.

## Ascona A (1970–1975)
Rüsselsheimben mutatták be az Ascona első generációját 1970-ben. Először az Opel Manta jelent meg, majd az Ascona sedán (2, 4 ajtós) és végül a kombi (3 ajtós). Ez utóbbi Voyage, majd Caravan néven futott. 1971-től a legnagyobb motorral (1,9) szállították az USA-ba is, Opel 1900 néven. Az első generációt 1975-ig forgalmazták, 692 000 példányt gyártottak belőle.
Számos Rali-bajnokságon indították masszív felépítésének köszönhetően, többek között az Európa Rallyen is, amit Walther Röhrl meg is nyert vele 1974-ben.

### Motorválaszték
- 1.2S - 1196 cm³, 60 le (44 kW)
- 1.6N - 1584 cm³, 60-68 le (44-50 kW)
- 1.6S - 1584 cm³, 75-80 le (55-59 kW)
- 1.9S - 1897 cm³, 88-90 le (65-66 kW)

## Ascona B (1975–1981)
A második generációt 1975-ben, Frankfurtban mutatták be. Csak sedan kivitelben gyártották (2, 4 ajtós), és persze Manta-ként a coupét. A motorok a régiek maradtak, habár 1978-ban a csúcsmotort 2l-esre cserélték. Megjelentek a diesel motorok is a kínálatban 1978-ban. Belgiumban készültek az első külföldön gyártott Asconák, igaz a Vauxhall égisze alatt.
1981-ig több, mint 1,2 millió Ascona B készült.
|           |  | Ascona    | Vauxhall | Süd-Afrika |  |       | Ascona  | Ascona  | Vauxhall | Vauxhall |
|           |  |           |          |            |  |       | 2 türig | 4türig  | 2 türig  | 4türig   |
| 5 598     |  | 5 598     |          |            |  | 1.2 N | 3 790   | 1 808   |          |          |
| 143 552   |  | 143 552   |          |            |  | 1.2 S | 39 097  | 104 455 |          |          |
| 65 071    |  | 65 071    |          |            |  | 1.3 N | 25 830  | 39 241  |          |          |
| 40 636    |  | 35 290    | 5 346    |            |  | 1.3 S | 8 167   | 27 123  | 2 268    | 3 078    |
| 280 371   |  | 280 370   | 1        |            |  | 1.6 N | 186 453 | 93 917  | 1        |          |
| 296 750   |  | 135 210   | 161 540  |            |  | 1.6 S | 67 763  | 67 447  | 17 469   | 144 071  |
| 209 807   |  | 209 807   |          |            |  | 1.9 N | 117 051 | 92 756  |          |          |
| 171 667   |  | 152 726   | 18 941   |            |  | 1.9 S | 87 871  | 64 855  | 234      | 18 707   |
| 64 720    |  | 64 720    |          |            |  | 2.0 D | 5 311   | 59 409  |          |          |
| 48 385    |  | 48 384    | 1        |            |  | 2.0 N | 23 118  | 25 266  |          | 1        |
| 150 181   |  | 119 526   | 30 655   |            |  | 2.0 S | 50 015  | 69 511  |          | 30 655   |
| 17 098    |  | 17 098    |          |            |  | 2.0 E | 15 005  | 2 093   |          |          |
| 268       |  | 268       |          |            |  | 2.4 E | 268     |         |          |          |
|           |  |           |          |            |  |       |         |         |          |          |
| 1 521 971 |  | 1 277 620 | 216 484  | 27 867     |  |       | 629 739 | 647 881 | 19 972   | 196 512  |

## Ascona C (1981–1988)
Az Ascona C-t 1981-től 1988-ig gyártották. Elkerült a világ minden pontjára. Készült szedán (2,4 ajtós), 5 ajtós hatchback változatban. Az utolsó években már 5 sebességes váltót is kapott, sőt az automata szívató is megjelent a kínálatban. 1981-ben Nyugat-Németország legkelendőbb autója volt.

## Fordítás
- Ez a szócikk részben vagy egészben  az   Opel Ascona című angol Wikipédia-szócikk fordításán alapul.  Az eredeti cikk szerkesztőit annak laptörténete sorolja fel. Ez a jelzés csupán a megfogalmazás eredetét és a szerzői jogokat jelzi, nem szolgál a cikkben szereplő információk forrásmegjelöléseként.